# Carlos Muñoz Martínez
Pour les articles homonymes, voir Muñoz et Martínez.
Carlos Antonio Muñoz Martínez (né le 14 octobre 1967 à Guayaquil en Équateur et mort le 26 décembre 1993 à General Villamil) est un joueur de football international équatorien, qui évoluait au poste d'attaquant.

## Biographie

### Carrière en sélection
Avec l'équipe d'Équateur, il joue 35 matchs (pour 4 buts inscrits) entre 1989 et 1993. 
Il figure notamment dans le groupe des sélectionnés lors des Copa América de 1989, de 1991 et de 1993.

## Palmarès
Barcelona
- Championnat d'Équateur (1) :
  - Champion : 1991.
  - Meilleur buteur : 1992 (19 buts).